# Campeonato Mundial de Balonmano Masculino de 2009
El XXI Campeonato Mundial de Balonmano Masculino se celebró en Croacia entre el 18 de enero y el 1 de febrero de 2009 bajo la organización de la Federación Internacional de Balonmano (IHF) y la Federación Croata de Balonmano.
Un total de 24 países compitieron por el título de campeón mundial, cuyo portador era la selección de Alemania, ganadora del Mundial de 2007. La selección de Francia conquistó por tercera vez el título, al vencer en la final al equipo anfitrión, la selección de Croacia, por 24 goles contra 19.

## Sedes
| Foto | Grupo          | Ciudad   | Instalación                    | Capacidad |
| ---- | -------------- | -------- | ------------------------------ | --------- |
|      | A              | Osijek   | Pabellón Gradski vrt           | 5000      |
|      | B              | Split    | Spaladium Arena                | 9000      |
|      | C              | Varaždin | Pabellón deportivo de Varaždin | 4000      |
|      | D              | Poreč    | Pabellón deportivo Žatika      | 3500      |
|      | I y fase final | Zagreb   | Arena Zagreb                   | 15 000    |
|      | II             | Zadar    | Pabellón Krešimir Ćosić        | 9000      |

## Grupos
| Grupo A    | Grupo B       | Grupo C             | Grupo D        |
| ---------- | ------------- | ------------------- | -------------- |
| Argentina  | Kuwait        | Macedonia del Norte | Serbia         |
| Eslovaquia | España        | Alemania            | Egipto         |
| Francia    | Croacia       | Túnez               | Dinamarca      |
| Australia  | Cuba          | Rusia               | Arabia Saudita |
| Rumania    | Corea del Sur | Polonia             | Brasil         |
| Hungría    | Suecia        | Argelia             | Noruega        |

## Primera Fase
- Todos los partidos en la hora local de Croacia (UTC+1).

Los primeros tres de cada grupo alcanzan la fase principal. Los equipos restantes juegan entre sí por los puestos 13 a 16.

### Grupo A
| Equipo     | J | G | E | P | GF  | GC  | DG   | PTS |
| ---------- | - | - | - | - | --- | --- | ---- | --- |
| Francia    | 5 | 5 | 0 | 0 | 168 | 106 | +62  | 10  |
| Eslovaquia | 5 | 3 | 1 | 1 | 152 | 119 | +33  | 7   |
| Hungría    | 5 | 3 | 1 | 1 | 148 | 115 | +33  | 7   |
| Rumania    | 5 | 2 | 0 | 3 | 141 | 135 | +6   | 4   |
| Argentina  | 5 | 1 | 0 | 4 | 133 | 137 | -4   | 2   |
| Australia  | 5 | 0 | 0 | 5 | 76  | 206 | -130 | 0   |

- Resultados

| Fecha | Hora  | Partido¹   | Partido¹ | Partido¹   | Resultado |
| ----- | ----- | ---------- | -------- | ---------- | --------- |
| 17.01 | 16:30 | Eslovaquia | -        | Argentina  | 27-25     |
| 17.01 | 18:30 | Hungría    | -        | Australia  | 41-17     |
| 17.01 | 20:30 | Francia    | -        | Rumania    | 31-21     |
| 18.01 | 15:00 | Australia  | -        | Eslovaquia | 12-47     |
| 18.01 | 17:00 | Rumania    | -        | Hungría    | 27-30     |
| 18.01 | 19:00 | Argentina  | -        | Francia    | 26-33     |
| 19.01 | 15:30 | Rumania    | -        | Argentina  | 30-26     |
| 19.01 | 17:30 | Hungría    | -        | Eslovaquia | 24-24     |
| 19.01 | 19:30 | Francia    | -        | Australia  | 42-11     |
| 21.01 | 15:00 | Australia  | -        | Rumania    | 20-40     |
| 21.01 | 17:00 | Hungría    | -        | Argentina  | 31-20     |
| 21.01 | 19:00 | Eslovaquia | -        | Francia    | 26-35     |
| 22.01 | 15:00 | Argentina  | -        | Australia  | 36-16     |
| 22.01 | 17:00 | Eslovaquia | -        | Rumania    | 28-23     |
| 22.01 | 19:00 | Francia    | -        | Hungría    | 27-22     |

- (¹) – Todos en Osijek.

### Grupo B
| Equipo        | J | G | E | P | GF  | GC  | DG  | PTS |
| ------------- | - | - | - | - | --- | --- | --- | --- |
| Croacia       | 5 | 5 | 0 | 0 | 170 | 115 | +55 | 10  |
| Suecia        | 5 | 4 | 0 | 1 | 162 | 118 | +44 | 8   |
| Corea del Sur | 5 | 3 | 0 | 2 | 140 | 126 | +14 | 6   |
| España        | 5 | 2 | 0 | 3 | 167 | 127 | +40 | 4   |
| Cuba          | 5 | 1 | 0 | 4 | 106 | 181 | -75 | 2   |
| Kuwait        | 5 | 0 | 0 | 5 | 99  | 177 | -78 | 0   |

- Resultados

| Fecha | Hora  | Partido¹      | Partido¹ | Partido¹      | Resultado |
| ----- | ----- | ------------- | -------- | ------------- | --------- |
| 16.01 | 20:30 | Croacia       | -        | Corea del Sur | 27-26     |
| 17.01 | 16:30 | España        | -        | Kuwait        | 47-17     |
| 17.01 | 18:30 | Suecia        | -        | Cuba          | 41-14     |
| 18.01 | 16:30 | Cuba          | -        | España        | 20-45     |
| 18.01 | 18:30 | Corea del Sur | -        | Suecia        | 25-31     |
| 18.01 | 20:30 | Kuwait        | -        | Croacia       | 21-40     |
| 19.01 | 16:30 | Corea del Sur | -        | Kuwait        | 34-19     |
| 19.01 | 18:30 | Suecia        | -        | España        | 34-30     |
| 19.01 | 20:30 | Croacia       | -        | Cuba          | 41-20     |
| 21.01 | 16:30 | Cuba          | -        | Corea del Sur | 26-31     |
| 21.01 | 18:30 | Suecia        | -        | Kuwait        | 30-19     |
| 21.01 | 20:30 | España        | -        | Croacia       | 22-32     |
| 22.01 | 16:30 | Kuwait        | -        | Cuba          | 23-26     |
| 22.01 | 18:30 | España        | -        | Corea del Sur | 23-24     |
| 22.01 | 20:30 | Croacia       | -        | Suecia        | 30-23     |

- (¹) – Todos en Split.

### Grupo C
| Equipo              | J | G | E | P | GF  | GC  | DG  | PTS |
| ------------------- | - | - | - | - | --- | --- | --- | --- |
| Alemania            | 5 | 4 | 1 | 0 | 147 | 116 | +31 | 9   |
| Macedonia del Norte | 5 | 3 | 0 | 2 | 145 | 136 | +9  | 6   |
| Polonia             | 5 | 3 | 0 | 2 | 146 | 131 | +15 | 6   |
| Rusia               | 5 | 2 | 1 | 2 | 143 | 145 | -2  | 5   |
| Túnez               | 5 | 2 | 0 | 3 | 143 | 142 | +1  | 4   |
| Argelia             | 5 | 0 | 0 | 5 | 114 | 168 | -54 | 0   |

- Resultados

| Fecha | Hora  | Partido¹            | Partido¹ | Partido¹            | Resultado |
| ----- | ----- | ------------------- | -------- | ------------------- | --------- |
| 17.01 | 15:30 | Polonia             | -        | Argelia             | 39-22     |
| 17.01 | 17:30 | Alemania            | -        | Rusia               | 26-26     |
| 17.01 | 19:30 | Macedonia del Norte | -        | Túnez               | 24-25     |
| 18.01 | 15:30 | Argelia             | -        | Macedonia del Norte | 19-32     |
| 18.01 | 17:30 | Túnez               | -        | Alemania            | 24-26     |
| 18.01 | 19:30 | Rusia               | -        | Polonia             | 22-24     |
| 19.01 | 15:30 | Polonia             | -        | Macedonia del Norte | 29-30     |
| 19.01 | 17:30 | Alemania            | -        | Argelia             | 32-20     |
| 19.01 | 19:30 | Rusia               | -        | Túnez               | 36-31     |
| 21.01 | 15:30 | Argelia             | -        | Rusia               | 28-29     |
| 21.01 | 17:30 | Macedonia del Norte | -        | Alemania            | 23-33     |
| 21.01 | 19:30 | Polonia             | -        | Túnez               | 31-27     |
| 22.01 | 15:30 | Macedonia del Norte | -        | Rusia               | 36-30     |
| 22.01 | 17:30 | Alemania            | -        | Polonia             | 30-23     |
| 22.01 | 19:30 | Túnez               | -        | Argelia             | 36-25     |

- (¹) – Todos en Varaždin.

### Grupo D
| Equipo         | J | G | E | P | GF  | GC  | DG  | PTS |
| -------------- | - | - | - | - | --- | --- | --- | --- |
| Dinamarca      | 5 | 5 | 0 | 0 | 167 | 121 | +46 | 10  |
| Serbia         | 5 | 3 | 0 | 2 | 161 | 146 | +15 | 6   |
| Noruega        | 5 | 3 | 0 | 2 | 162 | 123 | +39 | 6   |
| Egipto         | 5 | 2 | 0 | 3 | 110 | 126 | -16 | 4   |
| Brasil         | 5 | 2 | 0 | 3 | 128 | 158 | -30 | 4   |
| Arabia Saudita | 5 | 0 | 0 | 5 | 107 | 161 | -54 | 0   |

- Resultados

| Fecha | Hora  | Partido¹       | Partido¹ | Partido¹       | Resultado |
| ----- | ----- | -------------- | -------- | -------------- | --------- |
| 17.01 | 16:15 | Noruega        | -        | Arabia Saudita | 39-23     |
| 17.01 | 18:15 | Egipto         | -        | Serbia         | 22-30     |
| 17.01 | 20:15 | Dinamarca      | -        | Brasil         | 40-27     |
| 18.01 | 16:15 | Brasil         | -        | Noruega        | 21-39     |
| 18.01 | 18:15 | Arabia Saudita | -        | Egipto         | 18-26     |
| 18.01 | 20:15 | Serbia         | -        | Dinamarca      | 36-37     |
| 19.01 | 16:15 | Brasil         | -        | Serbia         | 32-30     |
| 19.01 | 18:15 | Noruega        | -        | Egipto         | 30-20     |
| 19.01 | 20:15 | Dinamarca      | -        | Arabia Saudita | 32-13     |
| 21.01 | 16:15 | Arabia Saudita | -        | Brasil         | 24-26     |
| 21.01 | 18:15 | Noruega        | -        | Serbia         | 26-27     |
| 21.01 | 20:15 | Egipto         | -        | Dinamarca      | 17-26     |
| 22.01 | 16:15 | Serbia         | -        | Arabia Saudita | 38-29     |
| 22.01 | 18:15 | Egipto         | -        | Brasil         | 25-22     |
| 22.01 | 20:15 | Dinamarca      | -        | Noruega        | 32-28     |

- (¹) – Todos en Poreč.

## Segunda fase
- Todos los partidos en la hora local de Croacia (UTC+1).

Los primeros dos de cada grupo disputan las semifinales. 

### Grupo I
| Equipo        | J | G | E | P | GF  | GC  | DG  | PTS |
| ------------- | - | - | - | - | --- | --- | --- | --- |
| Croacia       | 5 | 5 | 0 | 0 | 137 | 118 | +19 | 10  |
| Francia       | 5 | 4 | 0 | 1 | 139 | 112 | +27 | 8   |
| Hungría       | 5 | 2 | 1 | 2 | 127 | 135 | -8  | 5   |
| Suecia        | 5 | 2 | 0 | 3 | 135 | 140 | -5  | 4   |
| Eslovaquia    | 5 | 1 | 1 | 3 | 124 | 137 | -13 | 3   |
| Corea del Sur | 5 | 0 | 0 | 5 | 119 | 139 | -20 | 0   |

- Resultados

| Fecha | Hora  | Partido¹      | Partido¹ | Partido¹      | Resultado |
| ----- | ----- | ------------- | -------- | ------------- | --------- |
| 24.01 | 16:30 | Eslovaquia    | -        | Corea del Sur | 23-20     |
| 24.01 | 18:30 | Francia       | -        | Suecia        | 28-21     |
| 24.01 | 20:30 | Hungría       | -        | Croacia       | 22-27     |
| 25.01 | 16:30 | Suecia        | -        | Hungría       | 30-31     |
| 25.01 | 18:30 | Corea del Sur | -        | Francia       | 21-30     |
| 25.01 | 20:30 | Croacia       | -        | Eslovaquia    | 31-25     |
| 27.01 | 16:30 | Hungría       | -        | Corea del Sur | 28-27     |
| 27.01 | 18:30 | Eslovaquia    | -        | Suecia        | 26-27     |
| 27.01 | 20:30 | Francia       | -        | Croacia       | 19-22     |

- (¹) – Todos en Zagreb.

### Grupo II
| Equipo              | J | G | E | P | GF  | GC  | DG  | PTS |
| ------------------- | - | - | - | - | --- | --- | --- | --- |
| Dinamarca           | 5 | 4 | 0 | 1 | 156 | 145 | +11 | 8   |
| Polonia             | 5 | 3 | 0 | 2 | 150 | 141 | +9  | 6   |
| Alemania            | 5 | 2 | 1 | 2 | 147 | 133 | +14 | 5   |
| Serbia              | 5 | 2 | 1 | 2 | 153 | 161 | -8  | 5   |
| Noruega             | 5 | 2 | 0 | 3 | 138 | 141 | -3  | 4   |
| Macedonia del Norte | 5 | 1 | 0 | 4 | 132 | 155 | -23 | 2   |

- Resultados

| Fecha | Hora  | Partido¹            | Partido¹ | Partido¹            | Resultado |
| ----- | ----- | ------------------- | -------- | ------------------- | --------- |
| 24.01 | 15:30 | Macedonia del Norte | -        | Noruega             | 27-29     |
| 24.01 | 17:30 | Alemania            | -        | Serbia              | 35-35     |
| 24.01 | 20:15 | Polonia             | -        | Dinamarca           | 32-28     |
| 25.01 | 15:30 | Serbia              | -        | Polonia             | 23-35     |
| 25.01 | 17:30 | Noruega             | -        | Alemania            | 25-24     |
| 25.01 | 20:15 | Dinamarca           | -        | Macedonia del Norte | 32-24     |
| 27.01 | 15:30 | Macedonia del Norte | -        | Serbia              | 28-32     |
| 27.01 | 17:30 | Alemania            | -        | Dinamarca           | 25-27     |
| 27.01 | 20:15 | Polonia             | -        | Noruega             | 31-30     |

- (¹) – Todos en Zadar.

## Fase final
- Todos los partidos en la hora local de Croacia (UTC+1).

|  | Semifinales | Semifinales |    |           | Final        | Final        |  |
|  | 30 de enero | 30 de enero |    |           | 1 de febrero | 1 de febrero |  |
|  |             |             |    |           |              |              |  |
|  |             |             |    |           |              |              |  |
|  | Dinamarca   | 22          |    |           |              |              |  |
|  | Francia     | 27          |    |           |              |              |  |
|  |             |             |    |           |              |              |  |
|  |             |             |    |           |              |              |  |
|  |             |             |    |           | Francia      | 24           |  |
|  |             | Croacia     | 19 |           |              |              |  |
|  |             |             |    |           |              |              |  |
|  |             |             |    |           |              |              |  |
|  |             |             |    |           | Tercer lugar |              |  |
|  |             |             |    |           |              |              |  |
|  | Croacia     | 29          |    | Dinamarca | 23           |              |  |
|  | Polonia     | 23          |    |           | Polonia      | 31           |  |

### Partidos de clasificación
Undécimo puesto
| Fecha | Hora  | Partido¹      | Partido¹ | Partido¹            | Resultado |
| ----- | ----- | ------------- | -------- | ------------------- | --------- |
| 29.01 | 12:30 | Corea del Sur | -        | Macedonia del Norte | 31-32     |

- (¹) – En Zagreb.

Noveno puesto
| Fecha | Hora  | Partido¹   | Partido¹ | Partido¹ | Resultado |
| ----- | ----- | ---------- | -------- | -------- | --------- |
| 29.01 | 20:15 | Eslovaquia | -        | Noruega  | 27-34     |

- (¹) – En Zagreb.

Séptimo puesto
| Fecha | Hora  | Partido¹ | Partido¹ | Partido¹ | Resultado |
| ----- | ----- | -------- | -------- | -------- | --------- |
| 29.01 | 17:30 | Suecia   | -        | Serbia   | 37-39     |

- (¹) – En Zagreb.

Quinto puesto
| Fecha | Hora  | Partido¹ | Partido¹ | Partido¹ | Resultado |
| ----- | ----- | -------- | -------- | -------- | --------- |
| 29.01 | 15:00 | Hungría  | -        | Alemania | 25-28     |

- (¹) – En Zagreb.

### Semifinales
| Fecha | Hora  | Partido¹  | Partido¹ | Partido¹ | Resultado |
| ----- | ----- | --------- | -------- | -------- | --------- |
| 30.01 | 17:30 | Dinamarca | -        | Francia  | 22-27     |
| 30.01 | 20:30 | Croacia   | -        | Polonia  | 29-23     |

- (¹) – El primero en Split y el segundo en Zagreb.

### Tercer lugar
| Fecha | Hora  | Partido¹  | Partido¹ | Partido¹ | Resultado |
| ----- | ----- | --------- | -------- | -------- | --------- |
| 01.02 | 15:00 | Dinamarca | -        | Polonia  | 23-31     |

- (¹) – En Zagreb.

### Final
| Fecha | Hora  | Partido¹ | Partido¹ | Partido¹ | Resultado |
| ----- | ----- | -------- | -------- | -------- | --------- |
| 01.02 | 17:30 | Francia  | -        | Croacia  | 24-19     |

- (¹) – En Zagreb.

## Medallero
| Francia | Croacia | Polonia |
| Luc Abalo Joël Abati Sébastien Bosquet Didier Dinart Jérôme Fernandez Guillaume Gille Michaël Guigou Guillaume Joli Franck Junillon Nikola Karabatić Daouda Karaboué Christophe Kempé Daniel Narcisse Thierry Omeyer Sébastien Ostertag Cédric Sorhaindo | Mirko Alilović Ivano Balić Denis Buntić Ivan Čupić Domagoj Duvnjak Jakov Gojun Zlatko Horvat Mateo Hrvatin Marko Kopljar Blaženko Lacković Venio Losert Petar Metličić Denis Špoljarić Goran Šprem Josip Valčić Tonči Valčić Igor Vori Vedran Zrnić | Karol Bielecki Rafał Gliński Bartłomiej Jaszka Mariusz Jurasik Bartosz Jurecki Michał Jurecki Mariusz Jurkiewicz Patryk Kuchczyński Krzysztof Lijewski Marcin Lijewski Adam Malcher Artur Siódmiak Sławomir Szmal Tomasz Tłuczyński Damian Wleklak Daniel Żółtak |
| Claude Onesta (seleccionador) | Lino Červar (seleccionador) | Bogdan Wenta (seleccionador) |

1. ↑  «Team Roster». Portal de la IHF. Consultado el 22 de abril de 2024.
2. ↑  «Team Roster». Portal de la IHF. Consultado el 22 de abril de 2024.
3. ↑  «Team Roster». Portal de la IHF. Consultado el 22 de abril de 2024.

## Estadísticas

### Clasificación general
| 1. Francia              |
| 2. Croacia              |
| 3. Polonia              |
| 4. Dinamarca            |
| 5. Alemania             |
| 6. Hungría              |
| 7. Suecia               |
| 8. Serbia               |
| 9. Noruega              |
| 10. Eslovaquia          |
| 11. Macedonia del Norte |
| 12. Corea del Sur       |
| 13. España              |
| 14. Egipto              |
| 15. Rumania             |
| 16. Rusia               |
| 17. Túnez               |
| 18. Argentina           |
| 19. Argelia             |
| 20. Cuba                |
| 21. Brasil              |
| 22. Kuwait              |
| 23. Arabia Saudita      |
| 24. Australia           |

### Máximos goleadores
| N.º | Nombre                | Selección           | Goles | Tiros | %      | Partidos jugados |
| --- | --------------------- | ------------------- | ----- | ----- | ------ | ---------------- |
| 1   | Kiril Lazarov         | Macedonia del Norte | 92    | 167   | 55,1 % | 9                |
| 2   | Ivan Čupić            | Croacia             | 66    | 81    | 81,5 % | 10               |
| 3   | Felipe Borges Ribeiro | Brasil              | 61    | 87    | 70,1 % | 9                |
| 4   | Tomasz Tłuczyński     | Polonia             | 58    | 73    | 79,5 % | 10               |
| 5   | Valentin Ghionea      | Rumania             | 58    | 87    | 66,7 % | 9                |
| 6   | Bandar Al-Harbi       | Arabia Saudita      | 55    | 100   | 55 %   | 9                |
| 7   | Kristian Kjelling     | Noruega             | 54    | 102   | 52,9 % | 9                |
| 8   | Michaël Guigou        | Francia             | 52    | 66    | 78,8 % | 10               |
| 9   | Momir Ilić            | Serbia              | 52    | 100   | 52 %   | 9                |
| 10  | Hussein Hussein       | Egipto              | 50    | 82    | 64 %   | 9                |

Fuente: 

### Mejores porteros
| N.º | Nombre              | Equipo     | Paradas | Tiros | %      | Partidos jugados |
| --- | ------------------- | ---------- | ------- | ----- | ------ | ---------------- |
| 1   | Per Sandström       | Suecia     | 52      | 118   | 44,1 % | 6                |
| 2   | Richard Štochl      | Eslovaquia | 110     | 266   | 41,4 % | 8                |
| 3   | Daouda Karaboué     | Francia    | 41      | 99    | 41,4 % | 10               |
| 4   | Nándor Fazekas      | Hungría    | 79      | 195   | 40,5 % | 9                |
| 5   | Mohamed Nakib Bakir | Egipto     | 62      | 157   | 39,5 % | 6                |
| 6   | José Manuel Sierra  | España     | 54      | 139   | 38,9 % | 7                |
| 7   | Steinar Ege         | Noruega    | 95      | 249   | 38,2 % | 9                |
| 8   | Andreas Palicka     | Suecia     | 44      | 116   | 37,9 % | 7                |
| 9   | Thierry Omeyer      | Francia    | 91      | 244   | 37,3 % | 10               |
| 10  | Johan Sjöstrand     | Suecia     | 56      | 150   | 37,3 % | 7                |

Fuente: 

### Equipo ideal
- Mejor jugador del campeonato —MVP—: Igor Vori ( Croacia).

| Posición          | Nombre            | País    |
| ----------------- | ----------------- | ------- |
| Portero           | Thierry Omeyer    | Francia |
| Extremo derecho   | Ivan Čupić        | Croacia |
| Extremo izquierdo | Michaël Guigou    | Francia |
| Pivote            | Igor Vori         | Croacia |
| Central           | Nikola Karabatić  | Francia |
| Lateral derecho   | Marcin Lijewski   | Polonia |
| Lateral izquierdo | Blaženko Lacković | Croacia |

Fuente: 